# الانتخابات الرئاسية الصينية 1948
أُجريت الانتخابات الرئاسية الصينية عام 1948 في 20 أبريل 1948 في مبنى الجمعية الوطنية في نانجينغ. تم إجراء الانتخابات من قبل الجمعية الوطنية الصينية لانتخاب رئيس ونائب رئيس الصين. هذه هي الانتخابات الأولى بموجب دستور عام 1947 لجمهورية الصين.
أجريت هذه الانتخابات غير المباشرة خلال الحرب الأهلية الصينية. حقق شيانج كاي شيك، زعيم للحكومة القومية وقتها، فوزًا ساحقًا على مرشح الحزب نفسه جو تشنغ في الانتخابات الرئاسية. ومع ذلك، فقد هزم الجنرال لي زونغرن في انتخابات نائب الرئيس صن فو، مرشح شيانج المفضل لمنصب نائب الرئيس.
افتتح شيانغ ولي في القصر الرئاسي في نانجينغ في 20 مايو 1948. وقد شهد هذا أيضًا انتقال الحكومة القومية إلى الحكومة الدستورية.

## الملخص

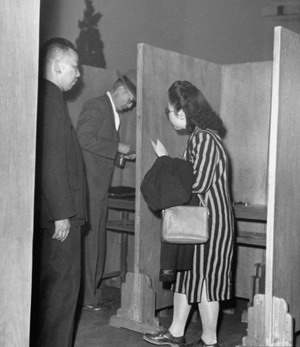
يصوت المندوبون في الانتخابات.

بعد الحملة الشمالية، سيطرت الحكومة القومية بقيادة الكومينتانغ على الصين الموحدة اسميًا. بدأ الحزب في صياغة دستور لنقل الحكومة من فترة الوصاية إلى الفترة الدستورية، وفقًا للفلسفة السياسية لسون يات سين.
خلال الحرب اليابانية الصينية الثانية، أقامت الصين شراكة وثيقة مع الولايات المتحدة وحصلت على دعم عسكري ومالي. تم تعيين جورج مارشال سفيرًا في تشونغتشينغ، عاصمة الحرب، للتوسط في مفاوضات بين الكومينتانغ (الحزب القومي) والحزب الشيوعي الصيني بعد الحرب. اتفق الطرفان على إعادة بناء البلاد بالديمقراطية والتأميم العسكري.
في الوقت نفسه، واصلت الحكومة القومية صياغة دستور جمهورية الصين، ولكن قاطعها الشيوعيون واستؤنفت الحرب الأهلية الصينية على نطاق واسع.

## الناخبون
أجريت الانتخابات من قبل الجمعية الوطنية في اجتماعها بمقر الجمعية الوطنية في نانجينغ. جرى انتخاب 2,961 مندوبًا خلال انتخابات الجمعية الوطنية الصينية عام 1947 لشغل 3,045 مقعدًا. إجمالاً، كان هناك 2,859 مندوبًا قدموا تقارير إلى الأمانة لحضور هذه الدورة الأولى للجمعية الوطنية.
تشترط لوائح الانتخابات نسبة 50% لانتخاب الرئيس ونائب الرئيس. ونظرًا لوجود 3,045 مقعدًا في الجمعية الوطنية، سيحصل المرشحون على 1,523 صوتًا ليتم انتخابهم. يمكن الإعفاء من هذا الشرط إذا لم يتجاوز أي مرشح هذا الحد في الجولات الثلاث الأولى من التصويت.

## ملخص التصويت

### الانتخابات الرئاسية

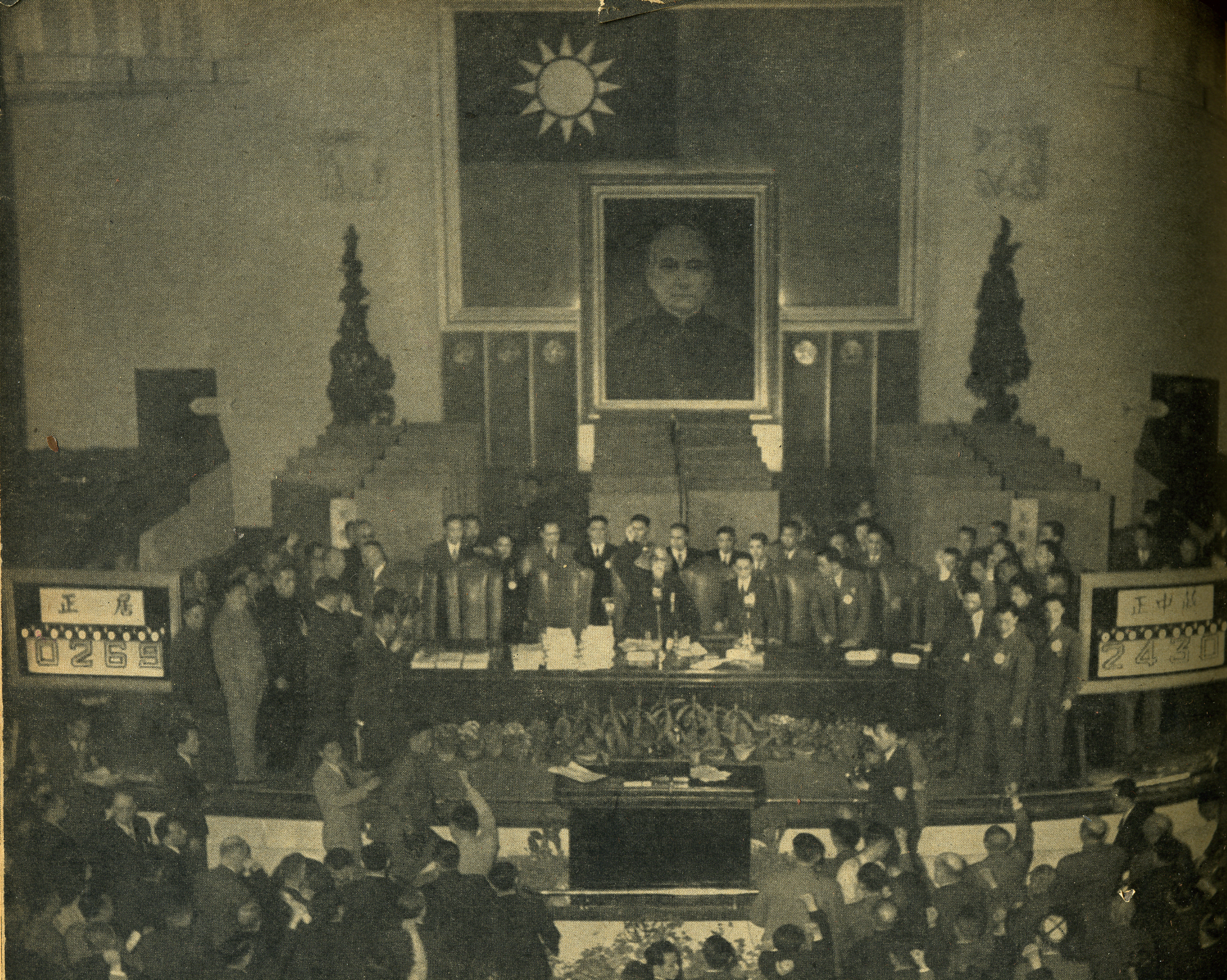
نتائج الانتخابات الرئاسية.

| المرشح                          | المرشح                          | الحزب                           | الأصوات | %      |
| ------------------------------- | ------------------------------- | ------------------------------- | ------- | ------ |
|                                 | شيانج كاي شيك                   | الكومينتانغ                     | 2٬430   | 90.03  |
|                                 | Ju Zheng                        | الكومينتانغ                     | 269     | 9.97   |
| المجموع                         | المجموع                         | المجموع                         | 2٬699   | 100.00 |
|                                 |                                 |                                 |         |        |
| الأصوات الصحيحة                 | الأصوات الصحيحة                 | الأصوات الصحيحة                 | 2٬699   | 98.72  |
| الأصوات الباطلة والفارغة        | الأصوات الباطلة والفارغة        | الأصوات الباطلة والفارغة        | 35      | 1.28   |
| مجموع الأصوات                   | مجموع الأصوات                   | مجموع الأصوات                   | 2٬734   | 100.00 |
| الناخبين المسجلين ومعدل الإقبال | الناخبين المسجلين ومعدل الإقبال | الناخبين المسجلين ومعدل الإقبال | 3٬045   | 89.79  |
| المصدر: Schafferer              |                                 |                                 |         |        |

### انتخابات نائب الرئيس

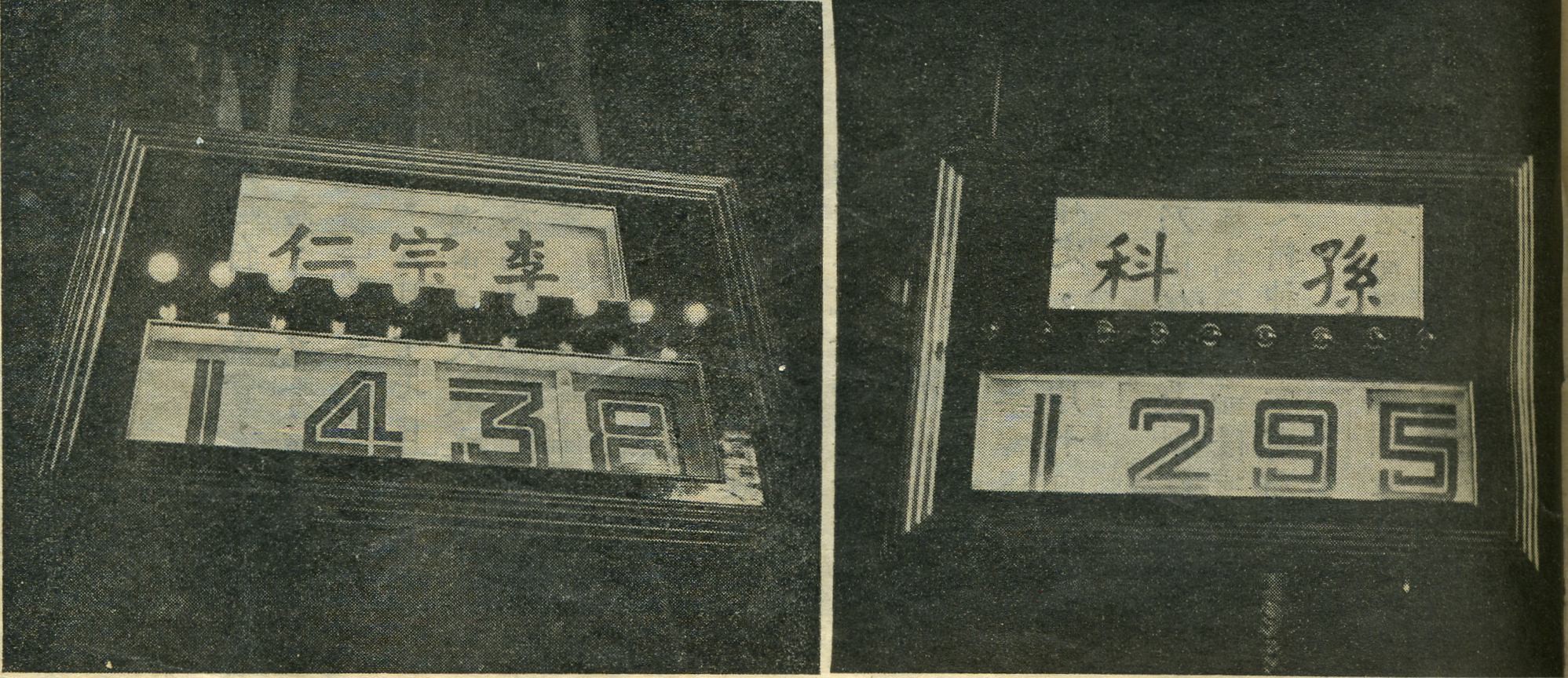
نتائج انتخابات الجولة الرابعة لانتخاب نائب الرئيس.

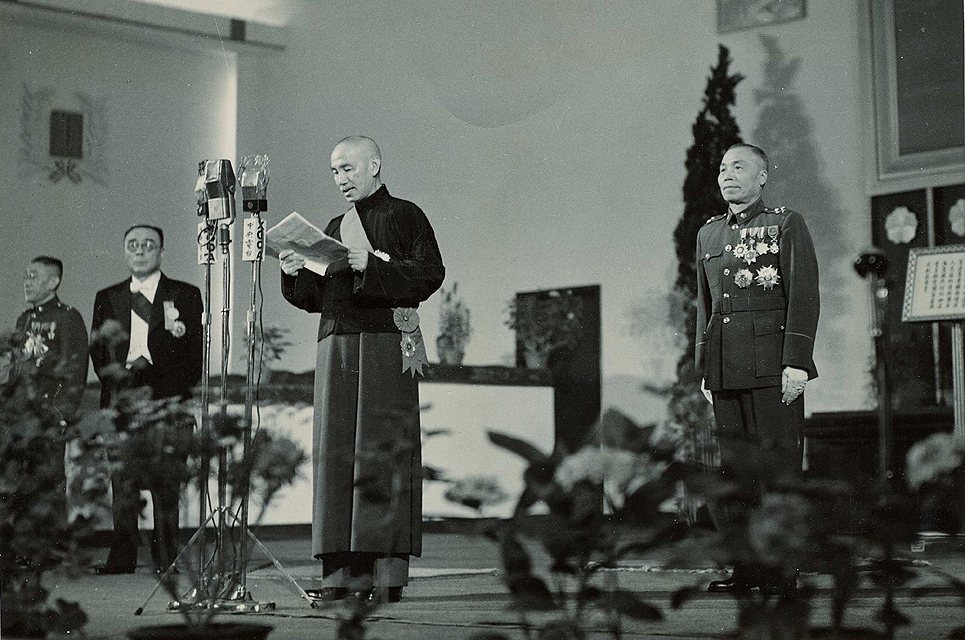
الخطاب الافتتاحي للرئيس شيانج كاي شيك.

| الحزب    | الحزب                             | المرشح     | الجولة الأولى | الجولة الأولى | الجولة الثانية | الجولة الثانية | الجولة الثالثة | الجولة الثالثة | الجولة الرابعة | الجولة الرابعة |
| الحزب    | الحزب                             | المرشح     | الأصوات       | %             | الأصوات        | %              | الأصوات        | %              | الأصوات        | %              |
| -------- | --------------------------------- | ---------- | ------------- | ------------- | -------------- | -------------- | -------------- | -------------- | -------------- | -------------- |
|          | الكومينتانغ                       | لي زونغرن  | 754           | 27.30%        | 1,163          | 42.69%         | 1,156          | 42.64%         | 1,438          | 52.62%         |
|          | الكومينتانغ                       | صن فو      | 559           | 20.24%        | 945            | 34.69%         | 1,040          | 38.36%         | 1,295          | 47.38%         |
|          | الكومينتانغ                       | تشنغ تشيان | 522           | 18.90%        | 616            | 22.61%         | 515            | 19.00%         |                |                |
|          | الكومينتانغ                       | يو يورين   | 493           | 17.85%        |                |                |                |                |                |                |
|          | غير حزبي                          | مو تيه هوي | 218           | 7.89%         |                |                |                |                |                |                |
|          | الحزب الديمقراطي الاشتراكي الصيني | شو فولين   | 216           | 7.82%         |                |                |                |                |                |                |
| االمجموع | االمجموع                          | االمجموع   | 2,762         | 100.00%       | 2,724          | 100%           | 2,711          | 100%           | 2,733          | 100%           |

المرشحون لمنصب نائب الرئيس

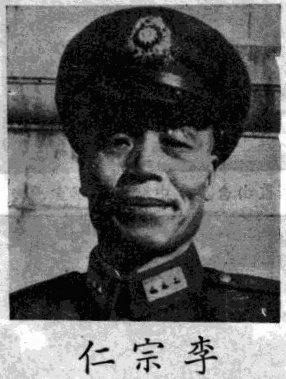
لي زونغرن  [لغات أخرى]‏
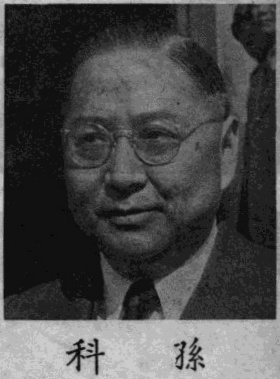
صن فو  [لغات أخرى]‏
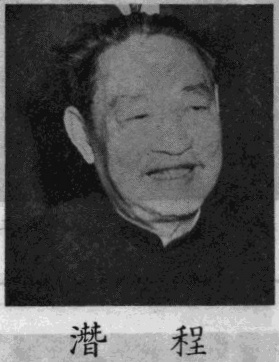
تشنغ تشيان
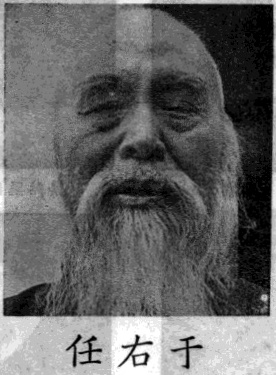
يو يورين  [لغات أخرى]‏
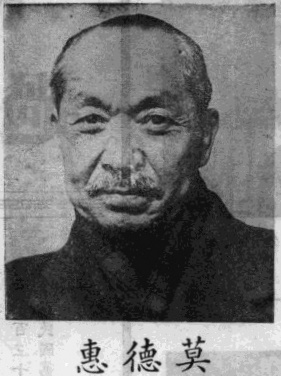
مو تيه هوي  [لغات أخرى]‏
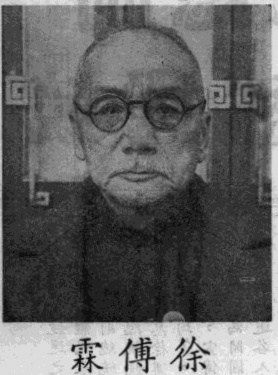
شو فولين  [لغات أخرى]‏

## الانتخابات السابقة والقادمة
حدثت بعض التغييرات في نظام الصين خلال النصف الأول من القرن العشرين. وبناءً على التعريف، يتم سرد الانتخابات السابقة والقادمة المحتملة لزعيم الصين أدناه.
| الترتيب | الانتخاب                            | الكيان السياسي            | العنوان (مصطلح)                | الهيئة الانتخابية                          |
| ------- | ----------------------------------- | ------------------------- | ------------------------------ | ------------------------------------------ |
| السابق  | انتخابات الرئاسة الصينية عام 1923   | جمهورية الصين (1912-1949) | رئيس جمهورية الصين (الثالث)    | الجمعية الوطنية (الأولى، حكومة بييانغ)     |
| السابق  | انتخابات الرئاسة الصينية 1943       | جمهورية الصين (1912-1949) | رئيس الحكومة القومية (الرابعة) | اللجنة المركزية للكومينتانغ                |
| التالي  | انتخابات الرئاسة الصينية 1949       | جمهورية الصين الشعبية     | رئيس الحكومة الشعبية المركزية  | المؤتمر الاستشاري السياسي للشعب الصيني     |
| التالي  | 1954 الانتخابات الرئاسية التايوانية | جمهورية الصين (في تايوان) | رئيس جمهورية الصين (2)         | الجمعية الوطنية (الحكومة الدستورية الأولى) |